# Władysław Piskozub (nauczyciel)
Władysław Jan Piskozub (ur. 1882, zm. 14/15 sierpnia 1941 w Czarnym Lesie) – polski nauczyciel.

## Życiorys
Urodził się w 1882. 9 września 1908 w charakterze zastępcy nauczyciela został przeniesiony z C. K. Gimnazjum we Lwowie do C. K. Gimnazjum w Trembowli. Tam uczył geografii, matematyki, fizyki. był kierownikiem kółka matematyczno-fizycznego. 5 sierpnia 1909 został tam mianowany nauczycielem rzeczywistym. 20 grudnia 1911 został zatwierdzony w zawodzie nauczycielskim i otrzymał tytuł c. k. profesora. Profesorem w austriackim C. K. Gimnazjum w Trembowli był do kresu I wojny światowej w 1918.
Po odzyskaniu przez Polskę niepodległości od 1921 był profesorem w już Państwowym Gimnazjum w Trembowli. Od 5 sierpnia 1922 do marca 1926 był dyrektorem tej szkoły. W tym czasie uczył tam matematyki i fizyki, a ponadto był członkiem Rady Szkolnej Okręgowej. W 1926 figurował jako zastępca członka okręgu lwowskiego Towarzystwa Nauczycieli Szkół Średnich i Wyższych. Od 1 kwietnia 1926 do lat 30. był dyrektorem I Państwowego Gimnazjum im. Adama Mickiewicza w Samborze, gdzie wykładał matematykę i był członkiem Rady Szkolnej Okręgowej. Z Sambora w 1934 został przeniesiony na stanowisko dyrektora Państwowego Gimnazjum im. Franciszka Karpińskiego w Śniatynie. W 1936 został mianowany dyrektorem III Państwowego Liceum i Gimnazjum im. Stanisława Staszica w Stanisławowie (zamieniony posadami z Janem Piskozubem, który został przeniesiony do Śniatynia). Pozostawał na tym stanowisku do 1939. 
Podczas II wojny światowej i nastaniu okupacji niemieckiej został zamordowany w dokonanej przez Niemców egzekucji w Czarnym Lesie pod Pawełczem w nocy 14/15 sierpnia 1941.